# Lost (sæson 5)
Den femte sæson af den amerikanske tv-dramaserie Lost havde premiere på ABC-netværket i USA og på A i Canada i januar 2009, og sluttede med en to timer lang finale 13. maj 2009. Sæsonen fortsætter historien om de overlevende fra Oceanic Airlines Flight 815's fiktive flystyrt, efter nogle af dem bliver reddet, mens andre, der stadig er på øen, tilsyneladende forsvinder til et ukendt sted og tidspunkt på øen, de bor på.
Ifølge Lost's medskaber, ansvarshavende producent, forfatter og show runner Damon Lindelof, handler sæsonen om hvorfor de folk, der har forladt øen, er nødt til at komme tilbage.. Lost vendte tilbage 21. januar 2009 på ABC med en tre timer lang premiere bestående af et klipshow og to nye afsnit i træk. Resten af sæsonen blev udsendt onsdage klokken 21 EST. Sæsonen startede i Storbritannien og Irland 25. januar 2009 på henholdsvis Sky1 og RTÉ Two. Sæsonen blev udgivet på DVD og Blu-Ray med titlen Lost: The Complete Fifth Season – The Journey Back, Expanded Edition 8. december 2009.

## Produktion
Sæsonen blev produceret af Bad Robot Productions og Grass Skirt Productions, og blev udsendt på American Broadcasting Company-netværket i USA. Serien blev primært filmet på Hawaii med efterbehandling i Los Angeles.
Damon Lindelof og Carlton Cuse fungerede igen som show runnere.  Lindelof and Cuse's andre ansvarshavende producenter var medskaberen J. J. Abrams, Bryan Burk, Jack Bender, Edward Kitsis og Adam Horowitz. Forfatterstaben bestod af Lindelof, Cuse, Kitsis, Horowitz, co-executive producer Elizabeth Sarnoff, superviserende producent Paul Zbyszewski, producent Brian K. Vaughan, medproducent Melinda Hsu Taylor og Kyle Pennington. De faste instruktører var Bender, co-executive producer Stephen Williams og Paul Edwards.
Musikken til sæsonen blev skrevet af Michael Giacchino.

## Casting
Rollelisten har 14 større roller med stjerne-kreditering, der alle også var med i sidste sæson. Da plottet følger to forskellige tidslinjer, er rollerne groft opdelt i to grupper. Den første historie følger den gruppe af personer, der har forladt øen: de overlevendes leder Dr. Jack Shephard (Matthew Fox), eks-flugtfangen Kate Austen (Evangeline Lilly), den mentalt ustabile millionær Hugo "Hurley" Reyes (Jorge Garcia), den tidligere torturbøddel Sayid Jarrah (Naveen Andrews), den sørgende Sun-Hwa Kwon (Yunjin Kim), skotske Desmond Hume (Henry Ian Cusick) og Ben Linus (Michael Emerson), den tidligere leder af øens indfødte befolkning, kendt som De Andre. Det andet plot følger dem, der stadig er på øen, mens det hopper tilfældigt rundt i tiden efter øens flytning i fjerde sæsons finale. Disse er den overlevende fra flystyrtet James "Sawyer" Ford (Josh Holloway), tidligere "indfødt" og fertilitetslæge Dr. Juliet Burke (Elizabeth Mitchell), koreaneren Jin Kwon (Daniel Dae Kim), der overlevede fragtskibets eksplosion, og de tre medlemmer fra et videnskabshold fra et fragtskib, der har sluttet sig til de overlevende fra flystyrtet: mediet Miles Straume (Ken Leung), antropologen Charlotte Lewis (Rebecca Mader) og fysikeren Daniel Faraday (Jeremy Davies). Den eneste hovedperson, der er involveret i begge historier er John Locke (Terry O'Quinn), der i slutningen af fjerde sæson forlod de overlevende fra flystyrtet for at blive den nye leder af De Andre. Efter det første hop i tiden slutter han sig dog til de overlevende, for til sidst at forlade øen og dø, hvilket får de andre overlevende, der også har forladt øen, til at rejse tilbage med hans lig. Karakteren Charlotte skrives ud af serien efter 5. afsnit, ligesom Faraday forlader serien i det 14. afsnit.

## Afsnit
| Serie #                         | Sæson # | Titel                                  | Instruktør                      | Forfatter(e)                                 | Hovedperson(er) | Original sendedato |
| 84                              | 1       | "Because You Left"                     | Stephen Williams og Jack Bender | Carlton Cuse, Edward Kitsis og Adam Horowitz | Ingen           | 21. januar 2009    |
| Plot er endnu ikke tilgængeligt |         |                                        |                                 |                                              |                 |                    |
| 85                              | 2       | "The Lie"                              | Stephen Williams og Jack Bender | Carlton Cuse, Edward Kitsis og Adam Horowitz | Hurley          | 21. januar 2009    |
| Plot er endnu ikke tilgængeligt |         |                                        |                                 |                                              |                 |                    |
| 86                              | 3       | "Jughead"                              | Rod Holcomb                     | Elizabeth Sarnoff og Paul Zbyszewski         | Desmond         | 28. januar 2009    |
| Plot er endnu ikke tilgængeligt |         |                                        |                                 |                                              |                 |                    |
| 87                              | 4       | "The Little Prince"                    | Stephen Williams                | Melinda Hsu og Brian K. Vaughan              | Kate            | 4. februar 2009    |
| Plot er endnu ikke tilgængeligt |         |                                        |                                 |                                              |                 |                    |
| 88                              | 5       | "This Place Is Death"                  | Paul A. Edwards                 | Edward Kitsis og Adam Horowitz               | Jin             | 11. februar 2009   |
| Plot er endnu ikke tilgængeligt |         |                                        |                                 |                                              |                 |                    |
| 90                              | 6       | "316"                                  | Stephen Williams                | Damon Lindelof og Carlton Cuse               | Jack            | 25. februar 2009   |
| Plot er endnu ikke tilgængeligt |         |                                        |                                 |                                              |                 |                    |
| 89                              | 7       | "The Life and Death of Jeremy Bentham" | Jack Bender                     | Damon Lindelof, Carlton Cuse                 | John            | 18. februar 2009   |
| Plot er endnu ikke tilgængeligt |         |                                        |                                 |                                              |                 |                    |
| 91                              | 8       | "LaFleur"                              | Mark Goldman                    | Elizabeth Sarnoff og Kyle Pennington         | Sawyer          | 4. marts 2009      |
| Plot er endnu ikke tilgængeligt |         |                                        |                                 |                                              |                 |                    |
| 92                              | 9       | "Namaste"                              | Jack Bender                     | Brian K. Vaughan og Paul Zbyszewski          | Ingen           | 18. marts 2009     |
| Plot er endnu ikke tilgængeligt |         |                                        |                                 |                                              |                 |                    |
| 93                              | 10      | "He's Our You"                         | Greg Yaitanes                   | Edward Kitsis og Adam Horowitz               | Sayid           | 25. marts 2009     |
| Plot er endnu ikke tilgængeligt |         |                                        |                                 |                                              |                 |                    |
| 94                              | 11      | "Whatever Happened, Happened"          | Bobby Roth                      | Carlton Cuse og Damon Lindelof               | Kate            | 1. april 2009      |
| Plot er endnu ikke tilgængeligt |         |                                        |                                 |                                              |                 |                    |
| 95                              | 12      | "Dead Is Dead"                         | Stephen Williams                | Elizabeth Sarnoff og Brian K. Vaughan        | Ben             | 8. april 2009      |
| Plot er endnu ikke tilgængeligt |         |                                        |                                 |                                              |                 |                    |
| 96                              | 13      | "Some Like It Hoth"                    | Jack Bender                     | Melinda Hsu og Greggory Nations              | Miles           | 15. april 2009     |
| Plot er endnu ikke tilgængeligt |         |                                        |                                 |                                              |                 |                    |
| 97                              | 14      | "The Variable"                         | Paul A. Edwards                 | Adam Horowitz og Edward Kitsis               | Daniel          | 29. april 2009     |
| Plot er endnu ikke tilgængeligt |         |                                        |                                 |                                              |                 |                    |
| 98                              | 15      | "Follow the Leader"                    | Stephen Williams                | Elizabeth Sarnoff og Paul Zbyszewski         | Ingen           | 6. maj 2009        |
| Plot er endnu ikke tilgængeligt |         |                                        |                                 |                                              |                 |                    |
| 99                              | 16      | "The Incident: Part 1"                 | Jack Bender                     | Damon Lindelof og Carlton Cuse               | Jacob           | 13. maj 2009       |
| Plot er endnu ikke tilgængeligt |         |                                        |                                 |                                              |                 |                    |
| 100                             | 17      | "The Incident: Part 2"                 | Jack Bender                     | Damon Lindelof og Carlton Cuse               | Jacob           | 13. maj 2009       |
| Plot er endnu ikke tilgængeligt |         |                                        |                                 |                                              |                 |                    |